# 99% – občiansky hlas
99% – občiansky hlas (forkortet 99%, dansk: 99 % – borgernes stemme) er et venstrepopulistisk politisk parti i Slovakiet, der er inspireret af Occupy Wall Street-bevægelsen. Det ledes i fællesskab af manager Alena Dušatková, radiojournalist Pavol Pavlík og advokat og tidligere politiefterforsker Peter Vačok.
Ifølge meningsmålinger forventedes partiet at blive repræsenteret i Nationalrådet  ved parlamentsvalget i 2012; men det lykkedes ikke da de kun fik 1,58 % af stemmerne.
Partiets registrering udviklede sig til en skandale, da det blev afsløret, at mange af de 16.000 underskrifter, der var indsendt, var falske.